# Sąd penitencjarny
Sąd penitencjarny – wydział sądu okręgowego, mający uprawnienia orzecznicze względem osób skazanych. W sprawach zastrzeżonych w kodeksie karnym wykonawczym dla sądu penitencjarnego właściwy jest ten sąd penitencjarny, w którego okręgu przebywa skazany. 
Sąd penitencjarny orzeka w przedmiocie:
- rozstrzygania wątpliwości co do wykonania orzeczenia lub obliczenia kary
- umorzenia postępowania wykonawczego
- zawieszenia postępowania wykonawczego
- uchylenia lub zmiany poprzedniego postanowienia
- dopuszczenia w toku posiedzenia sądu penitencjarnego osoby godnej zaufania do udziału w postępowaniu przed tym sądem jako przedstawiciela skazanego

Pozostała część uprawnień orzeczniczych tego sądu dotyczy wyłącznie prerogatyw tego sądu (wymienione w kodeksie karnym wykonawczym).